# Epinephelus fasciatus
De alpinotandbaars (Epinephelus fasciatus) is een straalvinnige vis uit de familie van de zaag- of zeebaarzen (Serranidae). De soort komt voor in de Grote en Indische Oceaan. Hij wordt maximaal 40 cm lang en 2 kilogram zwaar.
De soort komt voor op diepten tussen de 4 en 160 meter.